# AITO M8

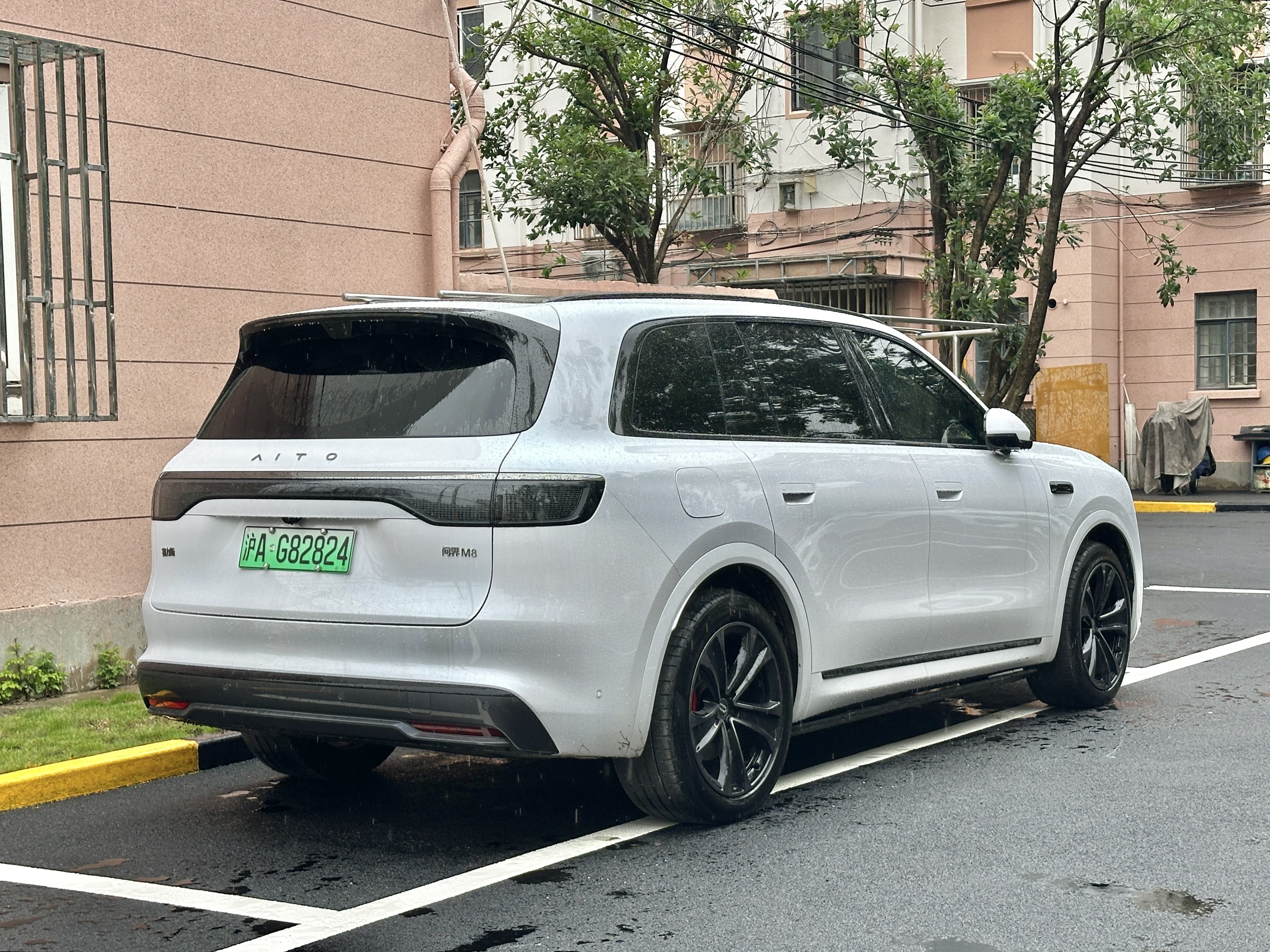
Вид сзади

Huawei Aito M8 (кит. 问界M8; пиньинь Wènjiè M8) — электромобиль-внедорожник и подзаряжаемый гибрид, выпускаемый с 2025 года компанией Seres под брендом AITO в сотрудничестве с HIMA — мультибрендовым автомобильным альянсом Huawei.

## Описание
Официально продажи модели AITO M8 начались 6 марта 2025 года. Предпродажная цена — от 368 000 юаней.
Через 6 часов после начала предварительных продаж в Китае было продано 21 000 единиц AITO M8. 20 марта 2025 года альянс Harmony Intelligent Mobility Alliance объявил, что предварительные продажи AITO M8 превысили 70 000 единиц .

## Технические характеристики
AITO M8 оснащается 1,5-литровым рядным четырёхцилиндровым турбодвигателем HG15T и электродвигателем суммарной мощностью 392 кВт (533 л. с.). Ёмкость литий-никель-марганец-кобальт-оксидного аккумулятора, поставляемого компанией CATL, варьируется от 37 до 53,4 кВт·ч. По циклу CLTC запас хода на электротяге составляет 310 км, а в сочетании с ДВС — 1526 км.